# Betsy Wolfe
Betsy Wolfe, all'anagrafe Elizabeth Marie Wolfe (Visalia, 1º giugno 1982), è un'attrice teatrale e cantante statunitense, nota soprattutto come interprete di musical.

## Biografia
Ha recitato in numerosi musical a Broadway e nel resto degli Stati Uniti, tra cui: Ragtime (New Jersey, 2005), The 25th Annual Putnam County Spelling Bee (San Francisco e Boston, 2006), 110 in the Shade (Broadway, 2007), Camelot (New York, 2008), Everyday Rapture (Off Broadway, 2009; Broadway, 2010), Merrily We Roll Along (New York, 2012), The Mystery of Edwin Droon (Broadway, 2012), The Last Five Years (Off Broadway, 2013), Pallottole su Broadway (Broadway, 2014), Falsettos (Broadway, 2016), Waitress (Broadway, 2017) ed & Juliet (Broadway, 2022), per cui ha ottenuto una candidatura al Tony Award alla miglior attrice non protagonista in un musical.

## Filmografia
- The Last Five Years, regia di Richard LaGravenese (2015)